# Charváty
Charváty (deutsch Charwath) ist eine Gemeinde in Tschechien. Sie liegt acht Kilometer südlich von Olomouc und gehört zum Okres Olomouc.

## Geographie
Charváty befindet sich auf einer Terrasse rechtsseitig der March in der Obermährischen Senke (Hornomoravský úval). Nordöstlich des Dorfes verläuft die Eisenbahnstrecke Olomouc – Nezamyslice, dort befindet sich auch die Bahnstation Blatec. Durch Charváty führt die Staatsstraße II/435 zwischen Olomouc und Dub nad Moravou. Südlich erhebt sich der U kříže (260 m). Gegen Südosten erstreckt sich das Auwaldgebiet Království (Königswald).
Nachbarorte sind Tážaly im Norden, Blatecký Mlýn, Grygov und Horka im Nordosten, Krčmaň im Osten, Majetín im Südosten, Drahlov und Čertoryje im Süden, Štětovice und Vrbátky im Südwesten, Dubany im Westen sowie Hablov, Bystročice und Blatec im Nordwesten.

## Geschichte
Die erste schriftliche Erwähnung von Chirwat erfolgte im Jahre 1347. Älter ist Čertoryje, das seit 1234 nachweislich ist. 1357 wurde der Ort Chyrwat, ab 1368 Charwat, 1390 Chrwat, 1397 Charwaty, 1414 Chrwaty, ab 1506 Charváty, 1587 Charwatten, ab 1672 Charwath und 1771 Charwata genannt. Die erste Schule in Charváty wurde 1365 eingerichtet. Im Jahre 1611 wurde Johannes Sarkander Pfarrer in Charváty, er wechselte noch im selben Jahre nach Kroměříž. Matriken werden seit 1653 geführt.
Nach der Aufhebung der Patrimonialherrschaften bildete Charváty/Charwath ab 1850 eine Gemeinde in der Bezirkshauptmannschaft Olmütz. Ab 1921 gehörte die Gemeinde zum Okres Olomouc-venkov. Die bei den Kämpfen zum Ende des Zweiten Weltkrieges gefallenen Wehrmachtsangehörigen wurden in einem Massengrab auf dem Friedhof beigesetzt. 1950 kam die Gemeinde zum Okres Olomouc-okolí und seit dessen Aufhebung im Jahre 1961 gehört sie zum Okres Olomouc. Čertoryje und Drahlov wurden 1961 eingemeindet. 1976 verlor Charváty seine Eigenständigkeit und wurde zum Ortsteil von Dub nad Moravou. Seit 1990 bildet Charváty wieder eine eigene Gemeinde.

## Gemeindegliederung
Die Gemeinde Charváty besteht aus den Ortsteilen Čertoryje (Tschertorei), Charváty (Charwath) und Drahlov (Drachlow).

## Sehenswürdigkeiten

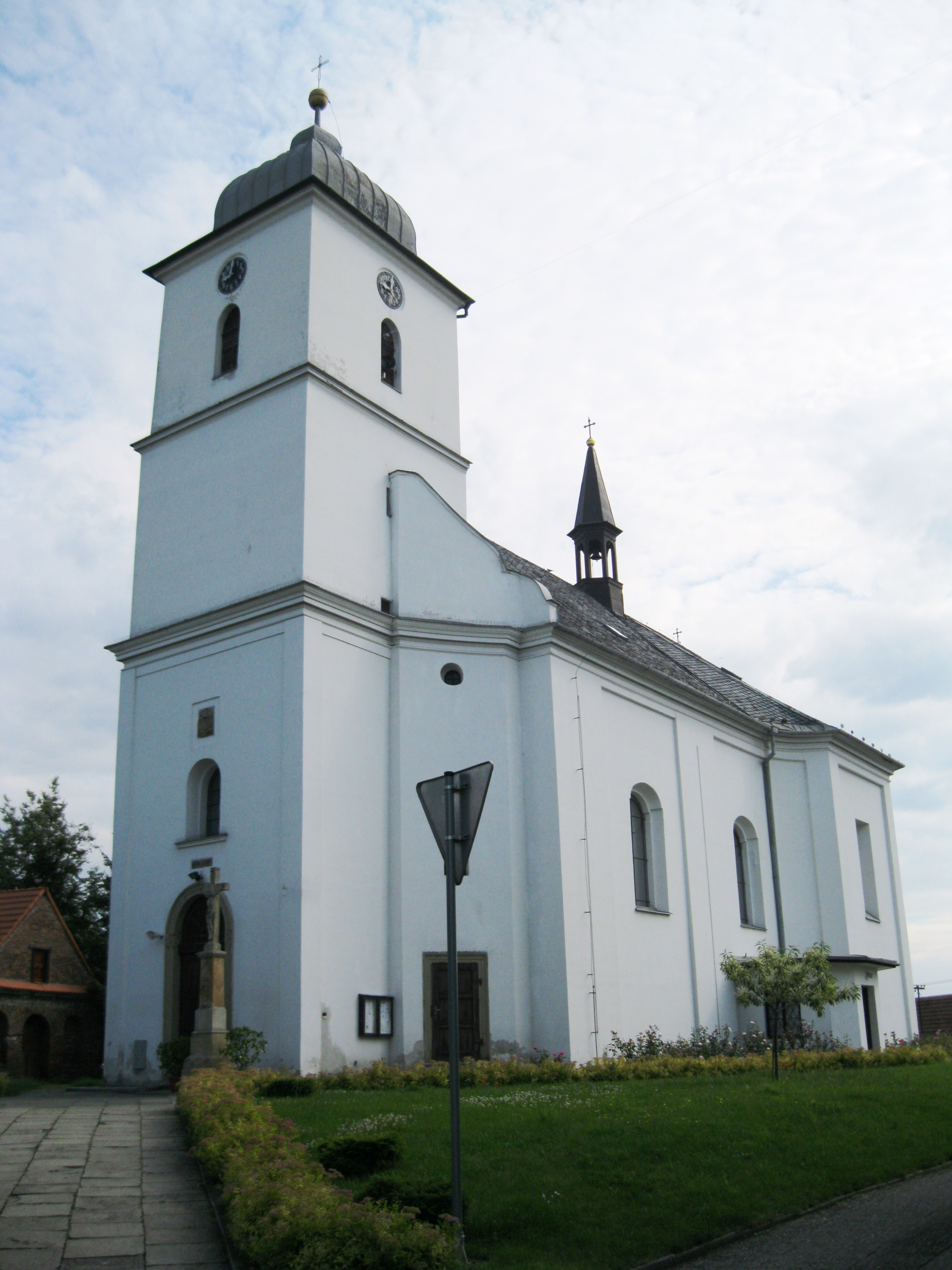
Kirche Johannes des Täufers

- Kirche Johannes des Täufers in Charváty
- Statue der Jungfrau Maria von Lourdes in Charváty
- Kapelle der Jungfrau Maria in Drahlov, erbaut in der zweiten Hälfte des 19. Jahrhunderts
- Statue des hl. Johannes von Nepomuk in Drahlov
- Statue der Jungfrau Maria von Lourdes in Drahlov
- Kapelle des hl. Johannes von Nepomuk in Čertoryje
- Statue des hl. Markus in Čertoryje
- Auwaldgebiet Království, seit 1995 als Naturreservat geschützt
- Gedenkstein für die Opfer des Zweiten Weltkrieges auf dem Friedhof

## Söhne und Töchter der Gemeinde
- Josef Schreiber jun. (1835–1907), Unternehmer und Mitinhaber von J. Schreiber & Neffen
- Josef Čapka Drahlovský (1847–1926), Komponist, Organist und Kapellmeister, geboren in Drahlov
- Jan Žáček (1849–1934), Rechtsanwalt, Abgeordneter im Reichsrat und mährischen Landtag, Ehrenbürger von Valašské Klobouky, geboren in Čertoryje
- Antonín Žáček (1880–1939), Journalist und Übersetzer, geboren in Čertoryje